# Bahía Aguirre
Bahía Aguirre är en vik i Argentina.   Den ligger i provinsen Eldslandet, i den södra delen av landet, 2 300 kilometer söder om huvudstaden Buenos Aires.